# V1647 Orionis
V1647 Orionis (V1647 Ori / IRAS 05436-0007) es una estrella variable en la constelación de Orión. Su magnitud aparente —en banda K— es de +9,90.
Se encuentra a 450 pársecs (1470 años luz) del sistema solar e ilumina una nebulosa de reflexión denominada nebulosa de McNeil.
V1647 Orionis es una estrella presecuencia principal, todavía en la fase de contracción previa anterior al comienzo de la fusión nuclear de su hidrógeno.
Extremadamente joven, su edad se estima que es igual o menor de 500 000 de años —nuestro Sol, con una edad de 4600 millones de años, es una estrella 9200 veces más antigua—.
Su tipo espectral es M0 ± 2 y tiene una temperatura efectiva de 3800 K. 
Su masa más probable es de 0,8 ± 0,2 masas solares y brilla con una luminosidad 5,2 veces mayor que la del Sol.
Su diámetro es ~5 veces más grande que el diámetro solar.
V1647 Orionis es una variable eruptiva —catalogada como variable FU Orionis— que entró en erupción a finales de 2003. Fue entonces cuando apareció la nebulosa de reflexión; la estrella y la nebulosa permanecieron brillantes durante aproximadamente 18 meses antes de atenuarse rápidamente en un período de seis meses.
Actualmente en V1647 Orionis se sigue produciendo acreción de material circunestelar, aunque es casi ópticamente invisible. 
Su luminosidad de acreción es 4 veces mayor que la luminosidad solar y el ritmo de acreción de masa —dentro del período de estudio, febrero de 2007— es de 1,0 x 10-6 masas solares por año. La tasa de acumulación de material durante la explosión debe haber sido considerablemente mayor que este valor.